# Liste von Sprengstoffanschlägen im Jahr 2004
Die Liste von Sprengstoffanschlägen im Jahr 2004 erfasst Anschläge mit Sprengladungen und anderen Spreng- und Brandvorrichtungen gegen Einrichtungen und Ansammlungen von Menschen, die im Jahr 2004 passierten. Zu den Formen zählen unter anderem Auto- und Rucksackbomben. Siehe auch Liste von Anschlägen auf Verkehrsflugzeuge.

## Liste
| Datum    | Ereignis | Ort                | Staat         | Tote      | Verletzte | Anmerkung, Quellen                                                      |
| -------- | --- | ------------------ | ------------- | --------- | --------- | ----------------------------------------------------------------------- |
| 1. Jan.  | Sprengstoffanschlag auf Friedenskundgebung                                                                           | Srinagar           | Philippinen   | 0 (+1)    | 20        | [ 1 ]                                                                   |
| 2. Jan.  | Anschlag mit Schusswaffen und Granaten auf Bahnhof                                                                   | Jammu              | Indien        | 5 (+2)    | 20        | [ 2 ]                                                                   |
| 6. Jan.  | Sprengstoffanschlag auf Zivilisten                                                                                   | Kandahar           | Afghanistan   | 15        | 30        | [ 3 ]                                                                   |
| 7. Jan.  | Mörserangriff auf US-Militärlager                                                                                    | nahe Bagdad        | Irak          | 1         | 34        | [ 4 ]                                                                   |
| 9. Jan.  | Sprengstoffanschlag auf Moschee                                                                                      | Baquba             | Irak          | 5         | 37        | [ 5 ]                                                                   |
| 9. Jan.  | Granatenangriff auf Moschee                                                                                          | Jammu              | Indien        | 2         | 20        | [ 6 ]                                                                   |
| 12. Jan. | Sprengstoffanschlag auf Schrein                                                                                      | Sylhet             | Bangladesch   | 3         | 26        | [ 7 ]                                                                   |
| 14. Jan. | Selbstmordattentat mit Autobombe auf Polizeistation                                                                  | Baquba             | Irak          | 4 (+1)    | 30        | [ 8 ]                                                                   |
| 18. Jan. | Selbstmordattentat mit Autobombe auf Militärgebäude                                                                  | Bagdad             | Irak          | 25 (+?)   | 100+      | [ 9 ]                                                                   |
| 24. Jan. | Anschlag mit Autobombe auf Gericht                                                                                   | Samarra            | Irak          | 4         | 38        | [ 10 ]                                                                  |
| 29. Jan. | Selbstmordattentat auf Passagierbus                                                                                  | Jerusalem          | Israel        | 10 (+1)   | 50        | [ 11 ]                                                                  |
| 31. Jan. | Selbstmordattentat mit Autobombe auf Polizeistation                                                                  | Mossul             | Irak          | 9 (+1)    | 45        | [ 12 ]                                                                  |
| 1. Feb.  | Selbstmordattentat auf Parteigebäude                                                                                 | Erbil              | Irak          | 98 (+2)   | 267       | [ 13 ] [ 14 ]                                                           |
| 6. Feb.  | Sprengstoffanschlag auf U-Bahn-Zug                                                                                   | Samoskworetschje   | Russland      | 40        | 122       | [ 15 ]                                                                  |
| 7. Feb.  | Granatenangriff auf Militärpatrouille                                                                                | Shopian            | Indien        | 3         | 30        | [ 16 ]                                                                  |
| 10. Feb. | Selbstmordattentat mit Autobombe auf Militärrekruten                                                                 | Iskandariya        | Irak          | 70 (+1)   | 150       | [ 17 ]                                                                  |
| 11. Feb. | Selbstmordattentat mit Autobombe auf Militärrekruten                                                                 | Bagdad             | Irak          | 46 (+1)   |           | [ 18 ]                                                                  |
| 12. Feb. | Anschlag mit Landmine auf Passagierbus                                                                               | Kabhrepalanchok    | Nepal         | 6         | 20        | [ 19 ]                                                                  |
| 16. Feb. | Granatenangriff auf Festival und Zivilisten                                                                          | Casanare           | Kolumbien     | 0         | 22        | [ 20 ]                                                                  |
| 18. Feb. | Selbstmordattentat auf polnischen Militärstützpunkt                                                                  | Hilla              | Irak          | 10 (+2)   | 100       | [ 21 ]                                                                  |
| 22. Feb. | Selbstmordattentat auf Bus mit israelischen Zivilisten                                                               | Jerusalem          | Israel        | 7 (+1)    | 60        | [ 22 ]                                                                  |
| 23. Feb. | Selbstmordattentat mit Autobombe auf Polizeistation                                                                  | Kirkuk             | Irak          | 9 (+1)    | 52        | [ 23 ]                                                                  |
| 27. Feb. | Bombenanschlag auf die SuperFerry 14                                                                                 | nahe Corregidor    | Philippinen   | 116       |           | [ 24 ]                                                                  |
| 2. Mrz.  | Aschuramassaker | Bagdad             | Irak          | 55 (+3)   | 167       | 3 Selbstmordattentate auf schiitische Pilger.                           |
| 2. Mrz.  | Aschuramassaker | Kerbela            | Irak          | 109 (+1)  | 233       | Selbstmordattentat, Mörserbeschuss                                      |
| 2. Mrz.  | Anschlag mit Schusswaffen und Granaten auf schiitische Pilger                                                        | Quetta             | Pakistan      | 44+       | 130+      | [ 27 ]                                                                  |
| 6. Mrz.  | 2 Selbstmordattentate mit Autobomben und Schusswaffen auf israelische Grenzsoldaten                                  | Erez               | Israel        | 2 (+4)    | 20        | [ 28 ]                                                                  |
| 11. Mrz. | Madrider Zuganschläge                                                                                                | Madrid             | Spanien       | 191       | 2051      | Anschlag mit zehn Sprengsätzen auf Pendlerzüge am Bahnhof Madrid Atocha |
| 14. Mrz. | Selbstmordattentate auf israelisches Kühlunternehmen und Hafen                                                       | Aschdod            | Israel        | 10 (+2)   | 20        | [ 35 ]                                                                  |
| 17. Mrz. | Anschlag mit Autobombe auf Hotel                                                                                     | Bagdad             | Irak          | 28        | 45        | [ 36 ]                                                                  |
| 20. Mrz. | Anschlag mit Motorradbombe auf Militärkonvoi                                                                         | Jammu und Kashmir  | Indien        | 2         | 40        | [ 37 ]                                                                  |
| 28. Mrz. | Anschlag mit Motorradbombe auf Zivilisten                                                                            | Narathiwat         | Thailand      | 0         | 27        | [ 38 ]                                                                  |
| 29. Mrz. | Selbstmordattentate auf Geschäft, Bushaltestelle und Zivilisten                                                      | Taschkent          | Usbekistan    | 4 (+2)    | 20        | [ 39 ]                                                                  |
| 5. Apr.  | Granatenangriff auf Militärfahrzeug                                                                                  | Pulwama            | Indien        | 8         | 57        | [ 40 ]                                                                  |
| 8. Apr.  | Granatenangriff auf Wahlkampfveranstaltung                                                                           | Uri                | Indien        | 9         | 30        | [ 41 ]                                                                  |
| 8. Apr.  | Anschlag mit Landminen auf Polizisten                                                                                | Jharkhand          | Indien        | 26        |           | [ 42 ]                                                                  |
| 14. Apr. | Granatenangriff auf Wahlkampfveranstaltung                                                                           | Jammu und Kashmir  | Indien        | 1         | 22        | [ 43 ]                                                                  |
| 20. Apr. | Mörserangriff auf Gefängnis                                                                                          | al-Anbar           | Irak          | 22        | 120       | [ 44 ]                                                                  |
| 21. Apr. | Anschlag mit 5 Autobomben auf britische Soldaten, Polizeistationen, Polizeischule und Schulbus                       | Basra              | Irak          | 74        | 100       | [ 45 ]                                                                  |
| 23. Apr. | Selbstmordattentat mit Autobombe auf Polizeigebäude                                                                  | Riad               | Saudi-Arabien | 4+ (+1)   | 148       | [ 46 ]                                                                  |
| 24. Apr. | Mörserangriff auf Markt und Militärstützpunkt                                                                        | Bagdad             | Irak          | 8         | 41        | [ 47 ]                                                                  |
| 5. Mai   | Anschlag mit Autobombe auf Supermarkt                                                                                | Tame               | Kolumbien     | 3         | 38        | [ 48 ]                                                                  |
| 6. Mai   | Selbstmordattentat mit Autobombe auf Kontrollpunkt                                                                   | Bagdad             | Irak          | 6 (+1)    | 25        | [ 49 ]                                                                  |
| 7. Mai   | Selbstmordattentat auf schiitische Moschee                                                                           | Karatschi          | Pakistan      | 17 (+1)   | 100+      | [ 50 ]                                                                  |
| 9. Mai   | Sprengstoffanschlag auf Stadion und Regierungsmitglieder                                                             | Grosny             | Russland      | 24        | 46        | [ 51 ]                                                                  |
| 21. Mai  | Sprengstoffanschlag auf Schrein und britische Diplomaten                                                             | Sylhet             | Bangladesch   | 2         | 100       | [ 52 ]                                                                  |
| 21. Mai  | Sprengstoffanschlag auf Militärposten                                                                                | Jammu und Kashmir  | Indien        | 3         | 22        | [ 53 ]                                                                  |
| 23. Mai  | Anschlag mit Landmine auf Bus und Grenzsoldaten                                                                      | Jammu und Kashmir  | Indien        | 28        |           | [ 54 ]                                                                  |
| 24. Mai  | Sprengstoffanschlag auf Nachtclub                                                                                    | Apartadó           | Kolumbien     | 6         | 82        | [ 55 ]                                                                  |
| 27. Mai  | Anschlag mit 2 Autobomben auf pakistanisch-amerikanisches Kulturzentrum                                              | Karatschi          | Pakistan      | 2         | 27        | [ 56 ]                                                                  |
| 31. Mai  | Selbstmordattentat mit Autobombe auf Regierungsgebäude                                                               | Bagdad             | Irak          | 2 (+1)    | 25        | [ 57 ]                                                                  |
| 8. Jun.  | Anschlag mit Autobombe im Stadtzentrum                                                                               | Mossul             | Irak          | 9         | 25        | [ 58 ]                                                                  |
| 9. Jun.  | Granatenangriff auf Kino und jordanische Zivilisten                                                                  | Assam              | Indien        | 0         | 23        | [ 59 ]                                                                  |
| 9. Jun.  | Nagelbombenanschlag in Köln                                                                                          | Köln               | Deutschland   | 0         | 22        | Anschlag mit ferngezündeter Nagelbombe auf türkisches Geschäftszentrum  |
| 12. Jun. | Granatenangriff auf Hotel                                                                                            | Pahalgam           | Indien        | 4         | 28        | [ 61 ]                                                                  |
| 17. Jun. | Anschlag mit 2 Autobomben auf Sicherheitskräfte                                                                      | Bagdad             | Irak          | 35        | 145       | [ 62 ]                                                                  |
| 20. Jun. | Sprengstoffanschlag auf Awami-Liga-Kundgebung                                                                        | Dhaka              | Bangladesch   | 0         | 70        | [ 63 ]                                                                  |
| 21. Jun. | Rebellenangriff auf Inguschetien 2004                                                                                | Inguschetien       | Russland      | 92        | 106       | [ 64 ]                                                                  |
| 24. Jun. | Anschlag mit Autobomben auf Zivilisten                                                                               | Mossul             | Irak          | 62        | 220       | [ 65 ]                                                                  |
| 26. Jun. | Anschlag mit Autobombe auf Zivilisten                                                                                | Bagdad             | Irak          | 40        | 22        | [ 66 ]                                                                  |
| 30. Jun. | Sprengstoffanschlag auf Zivilisten                                                                                   | Dschalalabad       | Afghanistan   | 0         | 30        | [ 67 ]                                                                  |
| 2. Jul.  | Anschlag mit Granate und Sprengsatz auf Markt, Polizisten und Zivilisten                                             | Jammu und Kashmir  | Indien        | 2         | 38        | [ 68 ] [ 69 ]                                                           |
| 6. Jul.  | Selbstmordattentat mit Autobombe auf Beerdigung                                                                      | Diyala             | Irak          | 8 (+1)    | 37        | [ 70 ]                                                                  |
| 8. Jul.  | Anschlag mit Autobombe und Mörser auf Militärgebäude                                                                 | Samarra            | Irak          | 10 (+4)   | 24        | [ 71 ]                                                                  |
| 11. Jul. | Sprengstoffanschlag auf Bushaltestelle                                                                               | Tel Aviv-Jaffa     | Israel        | 1         | 30        | [ 72 ]                                                                  |
| 11. Jul. | Sprengstoffanschlag auf Zivilisten                                                                                   | Herat              | Afghanistan   | 5         | 29        | [ 73 ]                                                                  |
| 14. Jul. | Selbstmordattentat mit Autobombe auf Regierungsgebäude                                                               | Bagdad             | Irak          | 9 (+1)    | 20        | [ 74 ]                                                                  |
| 15. Jul. | Selbstmordattentat mit Autobombe auf Regierungsgebäude und Polizeistation                                            | Haditha            | Irak          | 9 (+1)    | 27        | [ 75 ]                                                                  |
| 17. Jul. | Selbstmordattentat mit Autobombe auf Militärhauptquartier                                                            | Babil              | Irak          | 1 (+1)    | 50        | [ 76 ]                                                                  |
| 26. Jul. | Granatenangriff auf Sicherheitskräfte vor Krankenhaus                                                                | Baramulla          | Indien        | 1         | 34        | [ 77 ]                                                                  |
| 28. Jul. | Selbstmordattentat mit Autobombe auf Polizeistation                                                                  | Diyala             | Irak          | 69 (+1)   | 56        | [ 78 ]                                                                  |
| 29. Jul. | Sprengstoffanschlag auf Polizeifahrzeug                                                                              | Nepalganj          | Nepal         | 0         | 30        | [ 79 ]                                                                  |
| 30. Jul. | Selbstmordattentate auf die israelische und US-Botschaft, Generalstaatsanwaltschaft                                  | Taschkent          | Usbekistan    | 4 (+3)    | 6         | [ 80 ] [ 81 ] [ 82 ]                                                    |
| 30. Jul. | Selbstmordattentat auf Regierungskonvoi                                                                              | Punjab             | Pakistan      | 8 (+1)    | 50        | [ 83 ]                                                                  |
| 1. Aug.  | Selbstmordattentat mit Autobombe auf Polizeistation                                                                  | Mossul             | Irak          | 4 (+1)    | 50        | [ 84 ]                                                                  |
| 12. Aug. | Sprengstoffanschläge auf Touristen                                                                                   | Gijón, Santander   | Spanien       | 0         | 2         | [ 85 ] [ 86 ]                                                           |
| 14. Aug. | Granatenangriff auf Kino                                                                                             | Assam              | Indien        | 0         | 20        | [ 87 ]                                                                  |
| 21. Aug. | Sprengstoffanschlag auf Awami-Liga-Zentrale und Kundgebung                                                           | Dhaka              | Bangladesch   | 23        | 150       | [ 88 ]                                                                  |
| 24. Aug. | Anschläge auf zwei Flugzeuge in Russland am 24. August 2004                                                          | Tula, Rostow       | Russland      | 90        | 0         | [ 89 ] [ 90 ]                                                           |
| 25. Aug. | Sprengstoffanschläge auf Busse                                                                                       | Assam              | Indien        | 4         | 37+       | [ 91 ] [ 92 ]                                                           |
| 26. Aug. | Mörserangriff auf Moschee                                                                                            | Kufa               | Irak          | 27        | 63        | [ 93 ]                                                                  |
| 31. Aug. | Selbstmordattentat auf U-Bahnhof                                                                                     | Moskau             | Russland      | 10 (+1)   | 50        | [ 94 ]                                                                  |
| 1. Sep.  | Geiselnahme von Beslan                                                                                               | Beslan             | Russland      | 333 (+32) | 783       | [ 95 ]                                                                  |
| 4. Sep.  | Selbstmordattentat mit Autobombe auf Polizeiakademie                                                                 | Kirkuk             | Irak          | 19 (+1)   | 36        | [ 96 ]                                                                  |
| 9. Sep.  | Terroranschlag auf die australische Botschaft in Jakarta                                                             | Jakarta            | Indonesien    | 9 (+1)    | 182       | Selbstmordattentat mit Autobombe                                        |
| 14. Sep. | Anschlag mit Autobombe auf Polizeistation                                                                            | Bagdad             | Irak          | 47        | 114       | [ 98 ]                                                                  |
| 17. Sep. | Anschlag mit Autobombe auf Kontrollpunkt                                                                             | Bagdad             | Irak          | 8         | 25        | [ 99 ]                                                                  |
| 18. Sep. | Anschlag mit Autobombe auf Rekrutierungszentrum                                                                      | Kirkuk             | Irak          | 21        | 67        | [ 100 ]                                                                 |
| 22. Sep. | Selbstmordattentat mit Autobombe auf Militärrekruten                                                                 | Bagdad             | Irak          | 7 (+1)    | 53        | [ 101 ]                                                                 |
| 22. Sep. | Selbstmordattentat mit Autobombe auf Militärrekruten                                                                 | Bagdad             | Irak          | 5 (+1)    | 20        | [ 102 ]                                                                 |
| 30. Sep. | Selbstmordattentat mit Autobombe auf Regierungsgebäude                                                               | al-Anbar           | Irak          | 3 (+1)    | 63        | [ 103 ]                                                                 |
| 30. Sep. | Anschlag mit Autobomben auf die Eröffnungsfeier einer Pumpstation                                                    | Bagdad             | Irak          | 41        | 10        | [ 104 ]                                                                 |
| 1. Okt.  | Selbstmordattentat auf Moschee                                                                                       | Sialkot            | Pakistan      | 30 (+1)   | 51        | [ 105 ]                                                                 |
| 2. Okt.  | Sprengstoffanschlag auf Bahnhof                                                                                      | Dimapur            | Indien        | 12        | 40        | [ 106 ]                                                                 |
| 4. Okt.  | Anschlag mit Autobombe auf Militärrekrutierungszentrum                                                               | Bagdad             | Irak          | 15        | 81        | [ 107 ]                                                                 |
| 6. Okt.  | Selbstmordattentat mit Autobombe auf Militärrekrutierungszentrum                                                     | al-Anbar           | Irak          | 24        | 30        | [ 108 ]                                                                 |
| 7. Okt.  | Anschlag mit Autobombe auf Veranstaltung                                                                             | Multan             | Pakistan      | 41        | 100+      | [ 109 ]                                                                 |
| 7. Okt.  | Anschlag mit Autobomben auf Hotel, Restaurant und Camp                                                               | Dschanub Sina      | Ägypten       | 34        | 171       | [ 110 ]                                                                 |
| 11. Okt. | Selbstmordattentat mit Autobombe auf Militärkonvoi                                                                   | Mossul             | Irak          | 2 (+1)    | 27        | [ 111 ]                                                                 |
| 19. Okt. | Mörserangriff auf Militärstützpunkt                                                                                  | Salah ad-Din       | Irak          | 6         | 100+      | [ 112 ]                                                                 |
| 23. Okt. | Selbstmordattentat mit Autobombe auf Polizeitrainingszentrum                                                         | al-Anbar           | Irak          | 16 (+1)   | 40        | [ 113 ]                                                                 |
| 28. Okt. | Sprengstoffanschlag auf Bar                                                                                          | Narathiwat         | Thailand      | 2         | 20        | [ 114 ]                                                                 |
| 29. Okt. | Sprengstoffanschlag auf Teeladen, Kindergarten und Rettungskräfte                                                    | Yala               | Thailand      | 0         | 20        | [ 115 ]                                                                 |
| 1. Nov.  | Selbstmordattentat auf Markt                                                                                         | Tel Aviv-Jaffa     | Israel        | 4 (+1)    | 32        | [ 116 ]                                                                 |
| 1. Nov.  | Granatenangriff auf Moschee                                                                                          | Shopian            | Indien        | 0         | 21        | [ 117 ]                                                                 |
| 8. Nov.  | Sprengstoffanschläge auf Kirchen                                                                                     | Bagdad             | Irak          | 3         | 25        | [ 118 ] [ 119 ]                                                         |
| 9. Nov.  | Sprengstoffanschlag auf Regierungsgebäude                                                                            | Kathmandu          | Nepal         | 0         | 36        | [ 120 ]                                                                 |
| 11. Nov. | Selbstmordattentat mit Autobombe auf Konvoi westlicher Sportwagen, Polizeifahrzeug und Zivilisten                    | Bagdad             | Irak          | 17 (+1)   | 30        | [ 121 ]                                                                 |
| 17. Nov. | Sprengstoffanschlag auf Kino                                                                                         | Mingora            | Pakistan      | 2         | 29 (+1)   | [ 122 ]                                                                 |
| 3. Dez.  | Sprengstoffanschläge auf Tankstellen                                                                                 | Madrid             | Spanien       | 0         | 6         | [ 123 ] [ 124 ] [ 125 ] [ 126 ] [ 127 ]                                 |
| 6. Dez.  | Sprengstoffanschläge auf Lokale und Zivilisten                                                                       |                    | Spanien       | 0         | 3         | [ 128 ] [ 129 ] [ 130 ] [ 131 ] [ 132 ] [ 133 ] [ 134 ]                 |
| 8. Dez.  | Granatenangriff auf Polizeipatrouille                                                                                | Anantnag           | Indien        | 0         | 26        | [ 135 ]                                                                 |
| 10. Dez. | Sprengstoffanschlag auf Gas-Pipeline                                                                                 | nahe Machatschkala | Russland      | 0         | 21        | [ 136 ]                                                                 |
| 10. Dez. | Sprengstoffanschlag auf Militärfahrzeug                                                                              | Quetta             | Pakistan      | 11        | 20        | [ 137 ]                                                                 |
| 12. Dez. | Sprengstoffanschlag auf Weihnachtsmarkt                                                                              | General Santos     | Philippinen   | 15        | 58        | [ 138 ]                                                                 |
| 14. Dez. | Sprengstoffanschlag                                                                                                  | Nagaon             | Indien        | 2         | 44        | [ 139 ]                                                                 |
| 15. Dez. | Sprengstoffanschlag auf Schrein                                                                                      | Kerbela            | Irak          | 7         | 31        | [ 140 ]                                                                 |
| 19. Dez. | Anschlag mit Autobombe auf Schrein und Zivilisten                                                                    | Nadschaf           | Irak          | 62        | 130       | [ 141 ]                                                                 |
| 21. Dez. | Selbstmordattentat auf Messe und Soldaten                                                                            | Nadschaf           | Irak          | 22 (+1)   | 66        | [ 142 ]                                                                 |
| 24. Dez. | Granatenangriff auf Polizeilager                                                                                     | Jammu und Kashmir  | Indien        | 2         | 39        | [ 143 ]                                                                 |
| 27. Dez. | Sprengstoffanschlag auf Parteigebäude                                                                                | Bagdad             | Irak          | 13        | 66        | [ 144 ]                                                                 |
| 29. Dez. | Sprengstoffanschlag auf Zivilisten                                                                                   | Bagdad             | Irak          | 29        | 18        | [ 145 ]                                                                 |
| 29. Dez. | Anschlag mit Selbstmordattentätern, Autobomben und Schusswaffen auf Innenministerium und Militärrekrutierungszentrum | Riad               | Saudi-Arabien | 7 (+1)    | 83 (+7)   | [ 146 ]                                                                 |